# 戈迪亞努鄉
44°48′N 22°36′E / 44.800°N 22.600°E
戈迪亞努鄉（羅馬尼亞語：Comuna Godeanu, Mehedinți），是羅馬尼亞的鄉份，位於該國西南部，由梅赫丁茨縣負責管轄，面積45平方公里，海拔高度714米，2007年人口677，人口密度每平方公里15人。